# 羅希亞德阿馬拉迪亞鄉
45°03′N 23°45′E / 45.050°N 23.750°E
羅希亞德阿馬拉迪亞鄉（羅馬尼亞語：Comuna Roșia de Amaradia, Gorj），是羅馬尼亞的鄉份，位於該國西南部，由戈爾日縣負責管轄，面積42平方公里，海拔高度482米，2007年人口3,436，人口密度每平方公里82人。